# George Addy
George Addy (sinh năm 1891 ở Carlton, Anh) là một cầu thủ bóng đá từng thi đấu ở Football League cho Barnsley và Norwich City.